# Euxiphidiopsis eversmanni
Euxiphidiopsis eversmanni är en insektsart som först beskrevs av Andrej Vasiljevitj Gorochov 1993.  Euxiphidiopsis eversmanni ingår i släktet Euxiphidiopsis och familjen vårtbitare. Inga underarter finns listade i Catalogue of Life.